# Marshmello
Christopher Comstock (Philadelphia, 1992. május 19. –), közismertebb nevén Marshmello amerikai elektronikus zenei producer, DJ. Nemzetközi ismertséget akkor szerzett, amikor Jack Ü és Zedd zenéinek remixelt változatait tette közzé. Debütáló szólóalbuma a Joytime volt, melyet 2016 januárjában adott ki, rajta az album vezető slágerével, a "Keep it Mello" című számmal, melyben a mexikói rapper Omar LinX működött közre. Legismertebb számai az Alone, a Happier és a Friends, melyek a világ számos országában platina lemez szintet értek el az eladási listákon, továbbá feltűntek a Billboard Hot 100-as lista első harminc száma közt is.
Alone című száma több mint 1 627 810 104 megtekintés ért el a YouTube-on.
Together című száma több mint 195 429 093 megtekintés ért el YouTube-on.
a legújabb zenéje a x SVDDEN DEATH - Crusade több mint 830 562 megtekintés ért el YouTube-on.

## Diszkográfia

### Stúdióalbumok
- Joytime (2016)
- Joytime II (2018)
- Joytime III (2019)
- Shockwave (2021)

### EP-k
- Right (2015)